# The Man Without a Country
Pour le film de Rowland V. Lee sorti en 1925, voir Le Sans-Patrie.
Pour plus de détails, voir Fiche technique et Distribution.
The Man Without a Country (en français L'Homme sans patrie) est un film américain réalisé par Ernest C. Warde, sorti en 1917.
Ce film est la première adaptation du court roman The Man Without a Country (en) d'Edward Everett Hale publié en 1863. Le film suit de près le scénario du livre et a été un succès lors de sa sortie en salles de cinéma. L'histoire originale, avec son thème fortement patriotique, a été écrite pendant la Guerre de Sécession afin d'accroître le soutien du public à la cause de l'Union. Le film a eu la même fonction vis-à-vis de la Première Guerre mondiale, à laquelle les États-Unis ont adhéré quelques mois avant la sortie du film.
Le film sort le 9 septembre 1917. Ce fut le dernier rôle de Florence LaBadie qui meurt en octobre 1917 des suites des blessures reçues dans un accident de voiture en août 1917, quelques jours avant la première du film.

## Synopsis
Barbara Norton, jeune orpheline vivant chez son oncle et sa tante, est fiancée à John Alton, un jeune homme pacifiste. Les États-Unis déclare alors la guerre à l'Allemagne et entre dans le conflit de la Première Guerre mondiale. John, pacifiste, refuse de s'engager. Barbara, patriotique, lui lance alors un ultimatum : soit il s'engage sous le drapeau ou elle brise leurs fiançailles. Face à son refus, elle le rejette publiquement et s'engage comme infirmière de la Croix Rouge. Son ancien fiancé, devenu impopulaire, est contrarié et irrité face aux remarques constantes sur son devoir envers son pays...

## Fiche technique
- Titre original : The Man Without a Country
- Réalisation : Ernest C. Warde
- Scénario : Lloyd Lonergan, d'après The Man Without a Country (en) d'Edward Everett Hale
- Production : Edwin Thanhouser
- Société(s) de production : Thanhouser Film Corporation
- Société(s) de distribution : Jewel Productions, Inc.
- Pays de production :  États-Unis
- Langue originale : film muet
- Format : noir et blanc — 35 mm — 1,33:1 — muet
- Genre : Drame
- Durée : 60 minutes
- Dates de sortie : États-Unis : 9 septembre 1917
- Licence : domaine public[5]

## Distribution
- Florence LaBadie : Barbara Norton
- Holmes Herbert : Lieutenant Philip Nolan
- J.H. Gilmour : Captitaine Banforth
- Carey L. Hastings : Mrs. Blair
- Ernest Howard : Phineas Blair
- Wilbert Shields
- George Marlo : Tom Norton
- Charles Dungan : Pop Milton

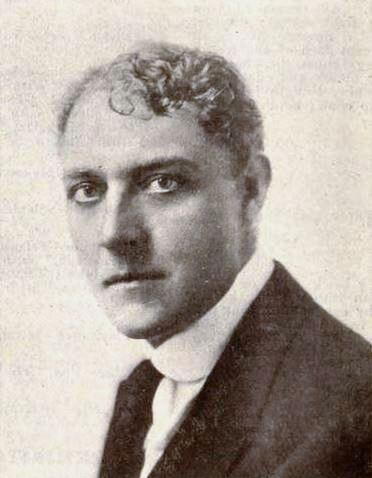
Holmes Herbert
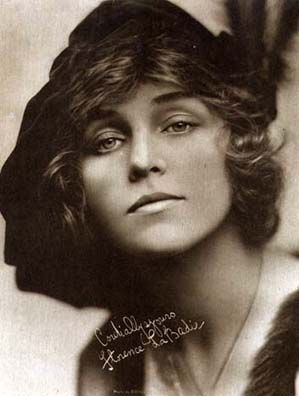
Florence LaBadie
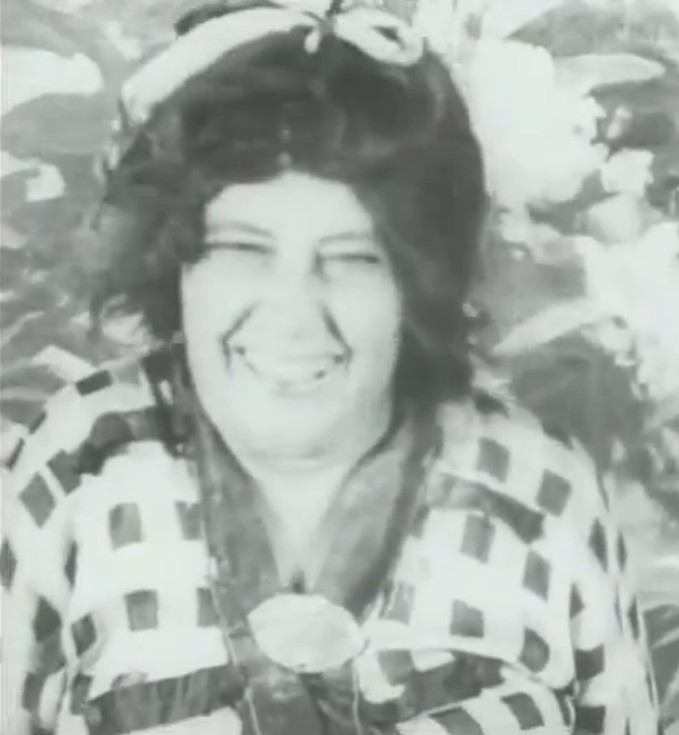
Carey L. Hastings